# Mujuice
Mujuice (Муджус) — творчий псевдонім музиканта, звукорежисера та виконавця Романа Литвинова.

## Дискографія

### Студійні альбоми
| Інформація                                                                             |
| -------------------------------------------------------------------------------------- |
| SuperQueer - Вийшов: 2004 - Лейбл: V135 Recordings                                     |
| Still - Вийшов: 12 січня 2006 - Лейбл: Fragment                                        |
| Monochrome EP - Вийшов: 27 лютого 2006 - Лейбл: Pro-tez Records                        |
| CoolCoolDeath - Вийшов: 26 червня 2007 - Лейбл: Pro-tez Records, World Club Music, TME |
| Teal Day EP - Вийшов: 19 червня 2008 - Лейбл: igloo-rec                                |
| Downshifting - Вийшов: 19 березня 2011 - Лейбл: Восход Mistakes & Regrets EP           |
| Mistakes & Regrets EP - Вийшов: 9 вересня 2012 - Лейбл: How2Make                       |

### Збірники
- Mistakes & Regrets (2012)

### Відеокліпи
- Extra Enough
- Lovepark
- Выздоравливай скорей
- Ghost Friend
- Не забудем, не простим